# Округ Марион (Јужна Каролина)
Округ Марион (енгл. Marion County) је округ у америчкој савезној држави Јужна Каролина. По попису из 2010. године број становника је 33.062.

## Демографија
Према попису становништва из 2010. у округу је живело 33.062 становника, што је 2.404 (6,8%) становника мање него 2000. године.
| Група             | 2000.          | 2010.          |
| Белци             | 14.589 (41,1%) | 13.230 (40,0%) |
| Афроамериканци    | 19.984 (56,3%) | 18.476 (55,9%) |
| Азијати           | 99 (0,3%)      | 176 (0,5%)     |
| Хиспаноамериканци | 634 (1,8%)     | 791 (2,4%)     |
| Укупно            | 35.466         | 33.062         |